# Powiat kaniowski
Powiat kaniowski – dawny powiat guberni kijowskiej; w 1844 przemianowany z pow. bohusławskiego, którego miasto Kaniów było stolicą w l. w latach 1837–1844. 

## Gminy
1. bohusławska
2. isajkowska(inne języki)
3. korniłowska(inne języki)
4. korsuńska
5. kozińska(inne języki)
6. kuryłowska
7. medwińska
8. olchowiecka(inne języki)
9. pijowska
10. makiedonska (potapiecka)
11. potocka(inne języki)
12. pustowojtowska (karapyska)
13. pszenicznikowska
14. stepańska(inne języki)
15. tahańcka
16. taraszczańska (sieliska)(inne języki)
17. trechtymirowska (chodorkowska)
18. szenderowiecka(inne języki)
19. wielkopruckowska